# Kurukahveci Mehmet Efendi
Ne pas confondre avec Sabbataï Tsevi, le faux messie juif, qui prit le nom de Mehmet Effendi après sa conversion à l'islam.
Ne pas confondre avec Yirmisekiz Mehmed Efendi, l'ambassadeur.
Kurukahveci Mehmet Efendi est un torréfacteur turc, fondé en 1871 à Kayseri par Mehmet Efendi. Comptant parmi les plus anciennes entreprises de Turquie, elle est devenue l'une des plus célèbres marques de café turc.

## Histoire
Jusqu'à la fin du XIXe siècle, dans l'Empire ottoman, le café est vendu sous forme de grains verts. Les clients devaient ensuite les cuire chez eux puis les moudre eux-mêmes. Hasan Efendi tenait à cette période un magasin d'épices dans l'actuel district de Fatih et vendait le café cru. Mehmet Efendi naît en 1857 à Fatih. Il commence à travailler dans le magasin de son père après avoir été à la médersa Süleymaniye. 
Mehmet Efendi reprend l'affaire en 1871, et commence à vendre à ses clients des sachets de grains de café déjà séchés par une première cuisson et broyés au mortier, prêts pour la mouture. Cette innovation dans le commerce du café vaut la renommée au jeune Mehmet Efendi, qui baptise son affaire « Kurukahveci Mehmet Efendi », littéralement « cafés séchés Mehmet Efendi ».
Mehmet Efendi meurt en 1931, après que ses fils Hasan, Hulusi Bey et Ahmet eurent repris l'activité de la société. Lors de la loi turque sur les noms de famille de 1934, la famille Efendi ajoute « Kurukahveci » à son nom. Ahmet Rıza Kurukahveci prend seul la direction de l'entreprise, après la mort de ses frères Hasan et Hulusi.